# Crkva sv. Mateja (Sveti Matej)
Crkva sv. Mateja  je rimokatolička crkva u mjestu Sveti Matej, općini Gornja Stubica zaštićeno kulturno dobro.

## Opis dobra
Crkva sv. Mateja nalazi se na povišenom, podzidanom platou u sredini istoimenog naselja, u općini Gornja Stubica. Jednobrodna građevina ima pravokutno svetište jednake širine kao i lađa te trostranu apsidu. Uz svetište su sa sjeverne i južne strane smještene dvije kapele koje crkvi daju oblik latinskog križa. Naglašeni zvonik u središnjoj osi s nižim bočnim prostorijama čini glavno, ulazno pročelje. Srednjovjekovna građevina iz 1279. g. stradava u potresu u 19. st., pa današnji, neogotički izgled dobiva prema projektu H. Bolléa. Usprkos preoblikovanju, crkva je sačuvala karakteristike starije građevine i predstavlja spoj dva potpuno različita razdoblja izgradnje sakralne arhitekture.

## Zaštita
Pod oznakom Z-2496 zavedena je kao nepokretno kulturno dobro - pojedinačno, pravnog statusa zaštićena kulturnog dobra, klasificirano kao "sakralna graditeljska baština".